# أوو! بيل-سونغ بونغ سون-يونغ
أوو! بيل-سونغ بونغ سون-يونغ أو (أوه بيل-سونغ وبونغ سون-يونغ) [في كوريا:오! 필승 봉순영 ، في أمريكا: Oh Feel Young ، في الدول العربية: مدير بالصدفة]، سلسلة تلفزيون كورية عرضت على التلفزيون في عام 2004. قصة درامية معاصرة تلقي الضوء على المشاكل الاجتماعية الحديثة في كوريا الجنوبية بطريقة كوميدية، مليئة بالحب تأججه الغيرة ليتحول إلى منافسة وتحدي.
عرض لأول مرة على قناة كي بي إس الثانية، في عام 2004 وانتهى في نفس السنة.
تم ترجمته إلى اللغة العربية بـاللهجة اللبنانية في أستديوهات خاصة في لبنان، تحت عنوان (مدير بالصدفة) وتم عرضه في عام 2012 على قنوات مملوكة للحكومة في كل من المغرب (الثانية) والجزائر (الأرضية).

## الموجز الترويجي
أوو بيل-سونق ذو روح حرة، ولكن كسول -خلافا للعادة- بعض الشيء، يجد نفسه فجأة الوريث الوحيد لشركة خدمات لوجيستية عالية المستوى، أمام المنافسين والمنتقدين الذين ينتظرون ببساطة فشله، هل سيكون بيل سونغ قادرا على الارتقاء إلى مستوى التحدي؟ وهل سيتمكن من هزيمة المثقفين ذوو الياقات البيضاء، وأساليبهم المتكبرة؟

## الحبكة
هذه هي دراما، «في أحد الأيام، فتحت عيوني قبل أن أعرف أنني خليفة شركة خدمات لوجيستية مرموقة»، هذه الدراما وكالعادة، تبدأ بمشهد «القطرة التي تفيض الكأس» لكنها تتوجه مباشرة لتسليط الضوء على البطل الذي لا علاقة له بالأمر، بيل-سونق، شاب فقير ويتيم يعيش في قرية بعيدة يعتمد سكانها على صيد السمك، يتوقف عن الدراسة قبل إنهائه المرحلة الثانوية، ويتوجه إلى السرقة رغم أن الجميع يعرفون أنه طيب القلب وشاب جيد، إلا أنهم يضطرون لمطاردته وفجأة يجد نفسه أمام الفتاة التي سيحبها، وبالمقابل سيكون عليه أن يختار أن يكون مدير شركته التي سيرثها عن جدته، وأيضا منافسة صديق أخيه المتوفي الذي يكون متكبراً ومغروراً، بينما تكون خطيبة أخيه هي مساعدته الشخصية، بينما يتعرض في البداية إلى خيبة أمل من حبيبته إلا أنه يصر على تحطيم منافسه المتكبر.

## طاقم التمثيل
- أن جاي-ووق (안재욱) بدور أوو بيل-سونق (오필승)
- باق تشاي-ريم (박채림) بدور بونق سون-يونق (윤재웅)
- ريو جين (류진) بدور يون جاي-وونق (노유정)
- باق سيون-يونق (박선영) بدور نوه يوو-جونق (노유정) «مساعدة بيل-سونق»
- البقية:

## طاقم الإنتاج
- المؤلف: قانق أونق يونق (강은경)
- المخرج: جي يونق سوو (지영수)
- الإنتاج: قيم شايل قيو (김철규)

## مدير بالصدفة
مدير بالصدفة هو العنوان العربي الذي إختارته شركة الدبلجة اللبنانية للمسلسل الكوري 오!필승 봉순영 (أوو! بيل-سونق يونق سون-يونق) أو (أوو! بيل-سونق ويونق سون-يونق).

## روابط
1. رابط الفلم على موقع شركة كي بي إس